# 山本八郎
山本 八郎（やまもと はちろう、 1937年9月17日 - ）は、大阪府出身の元プロ野球選手（捕手、内野手、外野手）・解説者。

## 経歴
浪華商業高等学校では、捕手、五番打者として1955年春夏の甲子園に出場。春の選抜では、谷本隆路、広島尚保両投手の好投もあって勝ち進む。決勝ではエース今泉喜一郎を擁する桐生高を延長11回サヨナラ勝ちで降し優勝を飾る。夏の選手権は、1回戦で新宮高の前岡勤也に抑えられ惜敗。他のチームメートに坂崎一彦・勝浦将元がいる。同年8月には坂崎・勝浦らとともに全日本高校選抜チームとして初のハワイ遠征を果たす。
高校卒業に際して、南海ホークスの勧誘を受けて仮契約を行うが、その後東映フライヤーズからの交渉に応じて契約。二重契約問題に晒されるが、南海が譲歩して山本の東映入りが決まった。1年目の1956年から安藤順三と併用され、70試合に先発マスクを被る。2年目の1957年は6月から四番打者に定着。一時は打撃成績トップにランキングされるほどの活躍を見せるが、8月22日の対大映戦でクロスプレーの際に右腕を骨折、残りのシーズンを棒に振った。
1958年は開幕から四番打者として起用される。5月3日の対近鉄バファローズ戦で岩本信一球審を襲おうとして一升瓶を持った酔客が現れたため、山本は羽交い締めにして運び去る。しかし、5月10日の南海戦（駒沢）で判定をめぐって角田隆良塁審を突き飛ばして退場となる。山本はいったん一塁ベンチに戻るが、再び角田の元へ駆け寄って殴り倒し足蹴にした。退場後にさらに激しい暴行を働いたため、山本は無期限出場停止処分となる。しかし、駒沢球場などで行われたファンからの署名活動により、6月23日に出場停止が解除された。これには、パ・リーグの他球団の選手も署名に参加したという。
1959年は岩本義行監督の提案で開幕から三塁手として起用される。しかし、5月30日の近鉄戦において一回裏一死一、三塁の場面で三塁走者として本塁へディレイドスチールを仕掛けた際、タイミングが明らかにアウトであったにもかかわらず、強引なスライディングで近鉄の加藤昌利捕手の左腕をスパイク。このスライディングに注意した加藤と口論となり、加藤の左肩上を殴打してベンチへ走り去った。これに対して、近鉄側は監督の千葉茂を先頭に「野球選手にあるまじき行為だ」と東映側に詰め寄る。東映監督の岩本義行は前回事件の二の舞になることを危惧して、自主的に山本の退場を申し出た。暴行事件を再発させたため、再び無期限出場停止処分を受ける。山本もさすがに絶望的になったらしく、大阪の実家に戻ると、母校の浪華商業の応援者に付き添われて永平寺に赴き精神修養を行った。9月1日に処分が解除され復帰すると、シーズン後半には右翼手に回った。
1960年には捕手に戻り、大きなトラブルもなく5年目にして初めて規定打席（打率.249、リーグ25位）に達する。1961年監督が水原茂に交代すると、打撃を活かすという名目で一塁手となり、自己最高の打率.296（リーグ11位）、68打点、24盗塁を記録。1962年のリーグ初優勝にも貢献したが、同年の阪神との日本シリーズでは前半3試合で6打数無安打に終わり、後半4試合は出番がなかった。
監督の水原茂との確執があり、1961年オフからトレードの噂が絶えなかったが、1962年オフに近鉄へ放出される。1963年は強肩を活かし中堅手として起用され、ブルーム・小玉明利とクリーンナップを組み、打率.280（11位）、22本塁打を記録。その後も中心打者として活躍し、1965年には15補殺を記録するなど守備でも貢献する。1966年はカール・ボレスの加入によって右翼手に回るが、出場機会が減少し、同年オフに自由契約となる。1967年はサンケイアトムズでプレーするが、出場機会に恵まれず、同年限りで現役を引退。
引退後の翌1968年は関西テレビ解説者を務めたが、居酒屋で客とトラブルになり、暴行事件で逮捕されたこともあり、一年で退く。その後はジュークボックスの販売会社勤務を経て八洲観光に入社。同社が経営する鴨川シーワールドでシャチの飼育係を務めた後、太平洋海事サービス（太平洋總業サービス）へ転職する。同社は山本の転職をきっかけに西武球場のグラウンド整備や清掃業務を受託し、スポーツ施設管理業へ進出している。退職後は大阪で実家の生花店を継ぎ、球界とは一線を引いた。高校時代のチームメートだった坂崎も「当時の全日本のメンバーの中には山本初め、消息のわからない選手もいる」と語っており、1999年に発刊された『プロ野球を創った名選手・異色選手400人』の本人の紹介ページにも「引退後は消息不明」とされている。しかし、東映の同僚で浪商高の後輩でもある張本勲によれば、2021年4月時点でも存命であるとされている。

## 選手としての特徴
礼儀正しい言動と闘志あふれるプレーで、猛者揃いの東映フライヤーズの中でも目立った存在だった。「ケンカはち」「ケンカ八郎」のニックネームでファンが多かった。けんかっ早く、再度の暴力事件を起こして「暴力選手」のイメージが付いてしまったが、剽軽な言動でチームメイトからも愛された。

## 詳細情報

### 年度別打撃成績
| 年 度      | 球 団      | 試 合 | 打 席 | 打 数 | 得 点 | 安 打 | 二 塁 打 | 三 塁 打 | 本 塁 打 | 塁 打 | 打 点 | 盗 塁 | 盗 塁 死 | 犠 打 | 犠 飛 | 四 球 | 敬 遠 | 死 球 | 三 振 | 併 殺 打 | 打 率 | 出 塁 率 | 長 打 率 | O P S |
| ---------- | ---------- | ----- | ----- | ----- | ----- | ----- | -------- | -------- | -------- | ----- | ----- | ----- | -------- | ----- | ----- | ----- | ----- | ----- | ----- | -------- | ----- | -------- | -------- | ----- |
| 1956       | 東映       | 105   | 269   | 261   | 23    | 65    | 8        | 5        | 4        | 95    | 24    | 7     | 5        | 0     | 2     | 5     | 1     | 1     | 44    | 2        | .249  | .266     | .364     | .630  |
| 1957       | 東映       | 82    | 295   | 283   | 30    | 90    | 14       | 3        | 9        | 137   | 40    | 12    | 4        | 2     | 3     | 4     | 0     | 1     | 35    | 8        | .318  | .330     | .484     | .814  |
| 1958       | 東映       | 84    | 327   | 309   | 32    | 87    | 20       | 5        | 8        | 141   | 49    | 17    | 5        | 2     | 4     | 9     | 0     | 2     | 45    | 3        | .282  | .306     | .456     | .763  |
| 1959       | 東映       | 66    | 255   | 241   | 26    | 55    | 13       | 0        | 6        | 86    | 32    | 7     | 6        | 2     | 3     | 8     | 2     | 1     | 44    | 4        | .228  | .256     | .357     | .613  |
| 1960       | 東映       | 119   | 424   | 402   | 47    | 100   | 10       | 4        | 13       | 157   | 53    | 16    | 7        | 6     | 0     | 13    | 2     | 3     | 45    | 10       | .249  | .278     | .391     | .668  |
| 1961       | 東映       | 132   | 537   | 494   | 63    | 146   | 32       | 4        | 12       | 222   | 68    | 24    | 8        | 10    | 5     | 26    | 4     | 2     | 52    | 15       | .296  | .333     | .449     | .783  |
| 1962       | 東映       | 80    | 280   | 259   | 22    | 60    | 7        | 2        | 5        | 86    | 27    | 7     | 5        | 5     | 1     | 14    | 2     | 1     | 43    | 6        | .232  | .274     | .332     | .606  |
| 1963       | 近鉄       | 139   | 551   | 508   | 73    | 142   | 28       | 3        | 22       | 242   | 59    | 21    | 17       | 12    | 1     | 28    | 2     | 2     | 71    | 11       | .280  | .320     | .476     | .796  |
| 1964       | 近鉄       | 144   | 574   | 530   | 69    | 139   | 26       | 7        | 11       | 212   | 50    | 22    | 3        | 6     | 4     | 33    | 1     | 1     | 77    | 12       | .262  | .307     | .400     | .707  |
| 1965       | 近鉄       | 133   | 519   | 492   | 57    | 135   | 14       | 2        | 15       | 198   | 46    | 20    | 12       | 3     | 2     | 21    | 0     | 1     | 53    | 13       | .274  | .305     | .402     | .708  |
| 1966       | 近鉄       | 102   | 316   | 301   | 37    | 79    | 13       | 1        | 8        | 118   | 26    | 10    | 4        | 7     | 0     | 8     | 0     | 0     | 48    | 11       | .262  | .282     | .392     | .674  |
| 1967       | サンケイ   | 18    | 41    | 40    | 1     | 2     | 0        | 0        | 0        | 2     | 0     | 0     | 0        | 0     | 0     | 1     | 0     | 0     | 10    | 0        | .050  | .073     | .050     | .123  |
| 通算：12年 | 通算：12年 | 1204  | 4388  | 4120  | 480   | 1100  | 185      | 36       | 113      | 1696  | 474   | 163   | 76       | 55    | 25    | 170   | 14    | 15    | 567   | 95       | .267  | .298     | .412     | .710  |

- 各年度の太字はリーグ最高

### 記録
節目の記録
- 1000試合出場：1965年6月13日 ※史上95人目

その他の記録
- オールスターゲーム出場：4回 （1957年、1963年 - 1965年）

### 背番号
- 8（1956年 - 1966年）
- 28（1967年）